# Vic Mizzy
Vic Mizzy est un compositeur américain né le 9 janvier 1916 à Brooklyn (New York, États-Unis) et mort le 17 octobre 2009 au quartier los angélien de Bel Air (Californie). Il est surtout connu pour avoir composé le thème de la Famille Addams

## Biographie
Né à Brooklyn en 1916, il a été pianiste pour une station de radio, avant de servir dans la U.S. Navy pendant la Seconde Guerre mondiale. Il a connu le succès aux États-Unis, avec plusieurs titres dans les années 1930 et 1940. Il est mort le 17 octobre 2009 d’un arrêt cardiaque à l’âge de 93 ans, à son domicile de Bel Air, à Los Angeles.

## Filmographie
- 1963 : The Richard Boone Show (en) (série télévisée)
- 1964 : La Famille Addams (The Addams Family) (série télévisée)
- 1964 : Celui qui n'existait pas (The Night Walker)
- 1965 : Le Coup de l'oreiller (A Very Special Favor)
- 1966 : The Ghost and Mr. Chicken (en)
- 1966 : The Pruitts of Southampton (en) (The Pruitts of Southampton) (série télévisée)
- 1967 : The Busy Body
- 1967 : The Reluctant Astronaut (en)
- 1967 : Comment réussir en amour sans se fatiguer (Don't Make Waves)
- 1967 : Gros coup à Pampelune (The Caper of the Golden Bulls) de Russell Rouse
- 1967 : Trois fantômes à la plage (The Spirit is willing) de William Castle
- 1968 : The Shakiest Gun in the West
- 1968 : Did You Hear the One About the Traveling Saleslady?
- 1969 : Pioneer Spirit (TV)
- 1969 : Doc (TV)
- 1969 : The Love God? (en)
- 1971 : How to Frame a Figg (en)
- 1971 : The Deadly Hunt (TV)
- 1972 : Getting Away from It All (TV)
- 1972 : A Very Missing Person (TV)
- 1973 : Daddy's Girl (TV)
- 1974 : Hurricane (TV)
- 1974 : Terror on the 40th Floor (TV)
- 1976 : The Million Dollar Rip-Off (TV)
- 1976 : Quincy (Quincy) (série télévisée)
- 1977 : La Famille Addams: C'est la fête (Halloween with the New Addams Family) (TV)
- 1979 : Delta House (série télévisée)
- 1981 : The Munsters' Revenge (TV)
- 1988 : The Vampire Raiders